# Гуидо Бентивольо
Вижте пояснителната страница за други личности с името Гуидо.
Гуидо Бентивольо (на италиански: Guido Bentivoglio, * 4 октомври 1579, Ферара, † 7 септември 1644, Рим, Папска държава) е кардинал, католически архиепископ и италиански историк и аристократ.
Наследник на историографската традиция, начената от Франческо Гуачардини, неговите творби представляват основен етап в преработката на модерната историческа методология.

## Произход
Роден е в семейството на Корнелий I Бентивольо (* 1519, † 1585), маркиз на Гуалтиери, и на съпругата му Изабела Бендидио (* 1546, † сл. 1610), певица и аристократка. Има пет братя и една сестра:
- Анибале (* ок. 1575, † 1595);
- Джовани (* 1576, † 1610), рицар на Малтийския орден от 1582 г., военен на служба в Испания;
- Енцо (* 1578, † 1639), 3-ти маркиз на Гуалтиери (1619 – 1634) и впоследствие маркиз на Скандиано (1634 – 1639), съпруг на Катерина Мартиненго;
- Брат (* 1582)
- Брат (* 1583);
- Джиневра († 1651), съпруга на Пио I Торели д'Арагона Висконти, граф на Монтекиаруголо, и на Маркантонио Мартиненго, господар на Ураго д'Ольо.

Има и двама полубратя и една полусестра от първия брак на баща си.

## Биография
Противно на забраната поданиците на Есте да учат в университети, различни от този във Ферара, той се записва в Падуанския университет през 1594 г., като първоначално отсяда при един от неговите професори, хуманиста от Ровиго Антонио Рикобони. Тогава има за свой учител Карло Саличе от Падуа, „добър адвокат, добър философ, който все още бе добре запознат с теологията, но особено добре запознат с други по-приятни и култови писмена“ (Мемоари, стр. 6). 
В Падуа, в компанията на своя приятел Корнаро, Гуидо посещава Галилей, който за тях „обяснява сферата насаме“. По-късно в Рим има Траяно Бокалини за свой учител по география, убеден, че географията е наука „без чиято светлина винаги се разхожда в тъмното в историческите книги" (Мемоари, стр. 97). Преди всичко още от първите си изследвания Гуидо демонстрира особена пристрастеност към историята.
След като спечелва благоволението на кардинал Пиетро Алдобрандини, племенник на папа Климент VIII и командир на папската армия, Гуидо става личен камерхер на папата, който му позволява да се върне в Падуа, за да завърши обучението си. След като получава степен си по гражданско и по канонично право през лятото на 1600 г., Гуидо урежда финансовите си дела във Ферара и се премества в Рим.
Не остава в Мемоарите си много полезни сведения за престоя си в Рим като личен камериер. Там говори надълго и нашироко за своите римски приятелства и главно за трима мъже, отличаващи се със своята доктрина и църковна добродетел, които особено повлияват на неговото морално и интелектуално формиране: Силвио Антониано, Цезар Бароний и Роберто Белармино. Антониано го запознава с Бароний. 
На 27 май 1607 г. е ръкоположен за титулярен архиепископ на Родос. Същата година папа Павел V го изпраща като апостолически нунций във Фландрия, където остава до 1615 г. и написва История на Фландърската война, която го прави известен. Сферата на юрисдикция на нунциатурата на Фландрия де юре се простира само до Нидерландия; де факто обаче, от една страна, тя е ограничена до днешна Белгия, докато се упражнява в Англия, Шотландия, Ирландия, Дания и Норвегия по заповед на папата. И това разширение на юрисдикцията трябва да е било ефикасно за Гуидо, ако си спомним неговия Кратък доклад за Дания (публикуван от Du Puy през 1629 г.) или за Доклада на Англия от 1609 г. (публикуван в Докладите на кардинал Бентивольо, Милано 1806 г., стр. 203–217) или интересът към ирландските и шотландските въпроси, който произтича от неговите дипломатически писма.
След като нунциатурата във Фландрия приключи през 1615 г., той се завръща в Рим. Заминава отново през есента на следващата година, за да стане нунций във френския двор. Като такъв се опитва (следвайки инструкциите на папата) да постигне споразумение между Франция и Испания и се бори срещу разпространението на хугенотските и галиканските доктрини. На 11 януари 1621 г. е издигнат в кардинал с титлата „кардинал презвитер на Сан Джовани а Порта Латина“ от папа Григорий XV. Назначен начело на на Инквизицията, през 1641 г. той е назначен за кардинал епископ на Палестрина. През 1644 г., след смъртта на папа Урбан VIII, Гуидо се надява да бъде избран за негов наследник, но кардинал Джовани Батиста Памфилий е избран с името Инокентий. 
Умира в Рим на 7 септември 1644 г. и е погребан в църквата „Сан Силвестро ал Куиринале“. 

## Меценатство
Кардинал Бентивольо е един от най-големите покровители на Бароков Рим. Той закриля музиканта Джироламо Фрескобалди, поета Джован Батиста Марино, художника Клод Лорен и скулптора Франсоа Дюкесноа, известен като Фиаминго, който създава известен негов портрет. Именно той привлича вниманието на папа Барберини към Клод Лорен. Не е изненадващо, че младият Антонис ван Дайк по време на престоя си в Рим (1622-1623) намира достоен защитник в негово лице. Според Белори, един от първите биографи на Ван Дайк, художникът „е бил задържан в двора на кардинал Бентивольо, любител на фламандската нация, защото е живял във Фландрия и е написал онази история, която живее безсмъртно“. Най-вероятно младият Ван Дайк е пребивавал като гост в двореца на брата на Гуидо на Квиринал и е рисувал там творби за кардинала. Гуидо поръчва на Ван Дайк да създаде малко разпятие (вече изгубено) и неговия прочут портрет в цял ръст, който най-вероятно е нарисуван в залите на същия дворец, където са живели и покровителят, и художникът.

## Творчество
През 1629 г. публикува Докладите на нунциатурите на Фландрия в Антверпен, в които проявява голям интерес към политическите въпроси, представени по балансиран начин.
Две години по-късно публикува есето Семейни и политически писма, което потвърждава способността му като учен по дипломация и политика. Между 1632 и 1639 г. е публикуван историческият му труд За войната на Фландрия. Той описва, с красноречив стил и голяма литературна изтънченост, религиозните и гражданските войни в Холандия, които наблюдава с внимателно око, не само за пряко преживяване по време на дипломатически мисии по тези места, но и за прякото участие на четирима братя и двама племенници. През 1648 г. неговите Мемоари са публикувани посмъртно.
Докладите, публикувани за първи път от Еризио Путеано (хуманиста Анри Дюпюи) в Антверпен през 1629 г. и впоследствие преиздадени няколко пъти (Кьолн 1650 г., Париж 1651 г. и т.н.), са преведени на английски от Хенри Кери, 2-ри граф на Монмут (Лондон). 1652) и на френски от Пиер Гафарди (Париж 1642).
Първата част на Фландърската война е публикувана в осем книги в Кьолн през 1632 г. и преиздадена отново в десет книги в Кьолн през 1633 г.; втората част е публикувана в шест книги в Кьолн през 1636 г.; третата в осем книги в Кьолн през 1639 г. Това издание се счита за най-доброто. Друг е публикуван в 3 тома във формат октаво (1635, 1636 и 1640), преиздавани няколко пъти и преведени на различни езици: на английски от граф Монмут (Лондон 1654), на испански от Базилио Варен де Сото (Мадрид 1645) и на френски от Антоан Уден (Париж 1634 г.) и от абат Лоазо, канон на Орлеан (Париж 1769 г., 4 тома в дуодецимо). Успехът на произведението е огромен: считан за един от шедьоврите на съвременната историография, той е възхваляван от Джовани Чамполи (Писма, Болоня 1679, с. 17), Агостино Маскарди (Dell'arte istorica, III, Венеция 1636, с. 296), Франческо Де Санктис (Младост: спомени, Неапол 1983, с. 57) и Едуард Фютер (История на модерната историография, Неапол 1944 г., с. 154 ff.). Джон Адамс, един от бащите-основатели на САЩ, смята, че историята на Бентивольо е „най-перфектната и пълна история“. Работата на Бентивольо дължи успеха си преди всичко на своите формални качества: „той съдържаше за първи път в стилистично единен разказ, четен от всеки с удоволствие, въпросът за важно историческо събитие, което досега трябваше да бъде извличано от различни изложби изпълнени предимно с технико-военни подробности и имащи характер на мемоари.“.
Писмата, написани по време на неговите нунциатури във Фландрия и Франция, публикувани за първи път в Кьолн през 1631 г. и преиздадени в Париж (1635 г.), Венеция (1636 г.) и др., са преведени на френски от Джовани Венерони и препечатани няколко пъти във Франция с италианския текст. През 1807 г. издание на Писмата на кардинал Бентивольо от Дидо е публикувано в Париж от Дидо в три тома, което също съдържа Notes grammaticales et philologiques на френски език.
Мемоарите, публикувани след смъртта му в Амстердам през 1648 г., са преиздадени същата година във Венеция. Абатът на Вайрак прави френски превод, публикуван в Париж през 1713 г. в 2 тома. в дванадесети. Всички негови творби с изключение на Мемоарите са публикувани заедно в Париж през 1645 г., препечатани там през 1648 г. и с нова заглавна страница и с добавяне на Мемоарите във Венеция през 1668 г.

### Основни творби
- Guido Bentivoglio, Della guerra di Fiandria, vol. 1, Colonia, 1632
- Guido Bentivoglio, Della guerra di Fiandria, vol. 2, Colonia, Typographia Erpeniana, 1636
- Guido Bentivoglio, Della guerra di Fiandria, vol. 3, Colonia, 1639
  - Творбата е преведена на английски от Henry Carey, II conte di Monmouth, със заглавие The Compleat History of the Warrs of Flanders, London, Humphrey Moseley, 1654, на испански от Basilio Varen (Las guerras de Flandes desde la mverte del emperador Carlos V. hasta la conclusion de la Tregua de doze años, Amberes, por Geronymo Verdussen, 1687) и на френски от Antoine Oudin (Histoire de la guerre de Flandre, Paris, chez Anthoine de Sommaville, Toussainct Quinet, Nicolas & Jean de la Coste, 1634)
- Guido Bentivoglio, Relationi del cardinale Bentivoglio, vol. 1, Anversa, 1629
- Guido Bentivoglio, Relationi del cardinale Bentivoglio, vol. 2, Anversa, 1629
- Guido Bentivoglio, Raccolta di lettere scritte dal cardinal Bentiuoglio in tempo delle sue nuntiature di Fiandra, e di Francia, Colonia, 1631
  - Guido Bentivoglio, Les Lettres du Cardinal Bentivoglio, traduzione di Giovanni Veneroni, Parigi, Marbre-Cramoisi, 1680
- ido Bentivoglio, Memorie, Venezia; Amsterdam, 1647
  - (FR) Guido Bentivoglio, Mémoires du cardinal Bentivoglio, vol. 1, Parigi, 1713
  - (FR) Guido Bentivoglio, Mémoires du cardinal Bentivoglio, vol. 2, Parigi, 1713
- Guido Bentivoglio, Lettere diplomatiche di Guido Bentivoglio, a cura di Luciano Scarabelli, vol. 1, Torino, 1852
- Guido Bentivoglio, Lettere diplomatiche di Guido Bentivoglio, a cura di Luciano Scarabelli, vol. 2, Torino, 1852
- Guido Bentivoglio, Memorie e lettere, a cura di Costantino Panigada, Scrittori d'Italia, Bari, Editori Laterza, 1934